# Priscilla Carnaval
Priscilla Andreia Stevaux Carnaval (Sorocaba, 2 de dezembro de 1993) é uma ciclista de BMX brasileira.
Competiu no Campeonato Mundial de Ciclismo BMX de 2011, 2012, 2015 e 2017.
Representou o Brasil nos Jogos Olímpicos de Verão de 2016 no Rio e nos Jogos de 2020 em Tóquio.

## Principais conquistas[1]
- Campeã sul-americana júnior (2010)
- Campeã paulista (2013)
- Campeã da Copa América's Globo (2013)
- Semifinalista nos Jogos Olímpicos do Rio 2016 (2016)
- Campeã Continental  (2018)
- Tetracampeã brasileira (2014, 2015, 2016, 2018)
- Quartas de Finais nos Jogos Olímpicos de Tóquio 2020 (2021)